# Řád Rajamitrabhorn
Řád Rajamitrabhorn, celým názvem Nepříznivější řád Rajamitrabhorn (thajsky เครื่องราชอิสริยาภรณ์อันเป็นมงคลยิ่งราชมิตราภรณ์), je nejvyšší královský thajský řád. Založen byl roku 1962 a udílen je hlavám cizích států.

## Historie a pravidla udílení
Řád byl založen thajským králem Pchúmipchonem Adunjadétem dne 11. června 1962. Udílen je v jediné třídě zahraničním hlavám států. Držitelé řádu mohou za svým jménem užívat postnominální písmena ร.ม.ภ.

## Insignie
Řádový odznak má tvar osmicípé hvězdy, na které je položena osmicípá hvězda zdobená diamanty. Uprostřed odznaku je modře smaltovaný kulatý medailon se zlatou Sudarshana Čakrou a trishulou (trojzubcem). Na zadní straně je monogram zakladatele řádu. K řetězu či stuze je odznak připojen pomocí přechodového prvku ve tvaru zlaté thajské koruny. Odznak připojený k řetězu je větší než v případě jeho připojení ke stuze.
Řádová hvězda uprostřed níž je medailon s postavou Narayana na legendární ptačí bytosti zvané Garuda, vyskytující se v hinduistické, buddhistické a džinistické mytologii. Hvězda se nosí nalevo na hrudi. Hvězda velmistra řádu, kterým je thajský král, je větší a zdobená diamanty.
Stuha je žlutá s úzkými modro-bílými proužky. Šerpa se nosí spadající z pravého ramene na protilehlý bok.